# Jareninski potok
Jarenínski potok je pritok Perniškega jezera v severnem delu Slovenskih goric. Njegov začetek je v plitvi grapi, nato pa teče po dolgi dolini proti jugu skozi razložena naselja Polički Vrh, Jareninski Vrh in Jareninski Dol vse do izliva v jezero. Celotno porečje je zgrajeno iz srednjemiocenskega laporja, zato je v dolinskem dnu večinoma neprepustna ilovnata prst. Ker ima potok tudi zelo majhen strmec, je bilo dolinsko dno nekoč mokrotno in večinoma v logih in mokrotnih travnikih, domačije pa so bile pomaknjene na nekoliko višje obrobje doline. Podobne doline so tudi ob sosednjih pritokih Pesnice in se v ljudskem jeziku imenujejo doli; od tod tudi ime doline (Jareninski dol) in naselja (Jareninski Dol).
Tudi po tej dolini je nekdanji potok drobno vijugal po dolinskem dnu med gostim obvodnim rastjem, kar je nudilo ugodne pogoje za živi svet. V njej je še nedavno gnezdila zlatovranka (Coracias garrulus), na Slovenskem ogrožena ptičja vrsta, vendar je v zadnjih letih izginila, zelo verjetno zaradi melioracij v dnu doline in intenzifikacije kmetijstva.
Današnji potok in njegova bližnja okolica sta ostala v bolj ali manj naravnem stanju samo v zgornjem delu do Jareninskega dvora, v ostalem delu doline pa so v 70. letih dvajsetega stoletja izvedli obsežne melioracije. Z njimi so nekdanji potok spremenili v umetni kanal in vanj speljali številne osuševalne jarke in drenažne cevi, s čimer so nekdanje mokrotne travnike preuredili v njivske površine. To je sicer spodbudilo razvoj intenzivnega kmetijstva v dolini, vendar pa so tako veliki posegi močno zmanjšali nekdanjo pestrost mokrotnih habitatov in tudi povečali dotok hranil in mulja v zgornji del Perniškega jezera. Pred časom se je celo razmišljalo o renaturaciji umetne struge potoka, vendar zaenkrat ni bilo narejenega nič konkretnega.
Najspodnejši del doline, dolvodno od regionalne ceste Vosek–Jurovski Dol, vključno s Perniškim jezerom, je evidentiran kot naravna vrednota državnega pomena in hkrati tudi formalno razglašen za krajinski park (Krajinski park Jareninski dol) s površino 469 ha (ustanovljen 1992). Poleg obeh delov jezera so v njem z biološkega vidika najpomembnejša mokrišča ob izlivu Jareninskega in Vukovskega potoka v jezero.